# Roma Calcio Femminile 2016-2017
Questa voce raccoglie le informazioni riguardanti l'Associazione Sportiva Dilettantistica Roma Calcio Femminile nelle competizioni ufficiali della stagione 2016-2017.

## Organigramma societario
Area tecnica
- Allenatore: Ashraf Seleman

## Rosa
Rosa e ruoli tratti dal sito Football.it
| N. |                   | Ruolo | Calciatrice               |
| -- | ----------------- | ----- | ------------------------- |
|    | Italia (bandiera) | P     | Valentina Casaroli        |
|    | Italia (bandiera) | P     | Emanuela Melis            |
|    | Italia (bandiera) | D     | Chiara Capitta            |
|    | Italia (bandiera) | D     | Livia Michelle Capparelli |
|    | Italia (bandiera) | D     | Noemi Cortelli            |
|    | Italia (bandiera) | D     | Alice Ferrazza            |
|    | Italia (bandiera) | D     | Sara Lucci                |
|    | Italia (bandiera) | D     | Antonella Morra           |
|    | Italia (bandiera) | D     | Martina Sclavo            |
|    | Italia (bandiera) | C     | Martina Berarducci        |
|    | Italia (bandiera) | C     | Federica Bevilacqua       |
|    | Italia (bandiera) | C     | Noemi Carosi              |
|    | Italia (bandiera) | C     | Antonietta Castiello      |

| N. |                       | Ruolo | Calciatrice                 |
| -- | --------------------- | ----- | --------------------------- |
|    | Italia (bandiera)     | C     | Giorgia De Vecchis          |
|    | Italia (bandiera)     | C     | Chiara Lorè                 |
|    | Italia (bandiera)     | C     | Giulia Monaco               |
|    | Italia (bandiera)     | C     | Erika Pecchia               |
|    | Italia (bandiera)     | C     | Elena Proietti              |
|    | Italia (bandiera)     | C     | Ilenia Rossi                |
|    | Italia (bandiera)     | C     | Ludovica Silvioni           |
|    | Italia (bandiera)     | C     | Maria Iole Volpi (capitano) |
|    | Italia (bandiera)     | A     | Emanuela Pedullà            |
|    | Italia (bandiera)     | A     | Francesca Pittaccio         |
|    | Italia (bandiera)     | A     | Veronica Privitera          |
|    | Italia (bandiera)     | A     | Noemi Visentin              |
|    | Montenegro (bandiera) | A     | Marija Vukčević             |

## Calciomercato
| Acquisti | Acquisti           | Acquisti        | Acquisti   |
| R.       | Nome               | da              | Modalità   |
| -------- | ------------------ | --------------- | ---------- |
| P        | Emanuela Melis     |                 | definitivo |
| D        | Antonella Morra    | Pink Sport Time | definitivo |
| D        | Martina Sclavo     | Res Roma        | definitivo |
| C        | Erika Pecchia      | Lazio CF        | definitivo |
| A        | Veronica Privitera | Pink Sport Time | definitivo |
| A        | Marija Vukčević    | Chieti          | definitivo |

| Cessioni | Cessioni | Cessioni | Cessioni |
| R.       | Nome     | a        | Modalità |
| -------- | -------- | -------- | -------- |
|          |          |          |          |

## Risultati

### Serie B

#### Girone di andata
| Arbitro: | Stefania Genoveffa Signorelli (Paola) |

|                                 |           |  |
| Pittaccio 22’ Proietti 55’, 79’ | Marcatori |  |

| Arbitro: | Harley De Martino (Napoli) |

|  |           |               |
|  | Marcatori | 16’ Pittaccio |

| Arbitro: | Cristian Robilotta (Sala Consilina) |

|                                                                                |           |  |
| Proietti 9’, 44’ Pittaccio 11’ Vukčević 28’ Capparelli 34’ Lorè 56’ Sclavo 77’ | Marcatori |  |

| Arbitro: | Adolfo Baratta (Rossano) |

|  |           |                  |
|  | Marcatori | 3’, 40’ Proietti |

| Arbitro: | Deborah Bianchi (Prato) |

|                                            |           |  |
| Proietti 26’ (rig.) Morra 79’ Vukčević 86’ | Marcatori |  |

| Arbitro: | Geremia Vincenzo De Capua (Nola) |

|  |           |                                     |
|  | Marcatori | 20’ Visentin 37’ Lucci 88’ Proietti |

| Arbitro: | Giorgio di Ciccio (Lanciano) |

|                                         |           |  |
| Vukčević 15’ Visentin 71’ Pittaccio 88’ | Marcatori |  |

| Arbitro: | Maria Teresa Travascio (Moliterno) |

|  |           |               |
|  | Marcatori | 80’ Pittaccio |

| Arbitro: | Niccolò Fucci (Salerno) |

|                                                                      |           |               |
| Proietti 20’, 41’ Cortelli 20’ Pittaccio 37’, 70’ Privitera 67’, 68’ | Marcatori | 54’ Antonilli |

| Arbitro: | Stefano Milone (Taurianova) |

|                                |           |                                         |
| Cazzato 57’ Bergamo 72’ (rig.) | Marcatori | 48’, 86’ (rig.) Proietti 90+3’ Visentin |

| Arbitro: | Gabriele Restaldo (Ivrea) |

|                                           |           |                      |
| Proietti 18’ (rig.) Visentin 34’ Lorè 60’ | Marcatori | 82’ (rig.) Rogazione |

#### Girone di ritorno
| Arbitro: | Pierpaolo Natilla (Molfetta) |

|  |           |                                                                |
|  | Marcatori | 4’, 92’ Proietti 11’, 86’ Visentin 60’ Castiello 77’ Privitera |

| Arbitro: | Daniele Labianca (Foggia) |

|                                                          |           |                       |
| Pittaccio 23’ Proietti 552’ Visentin 63’ Privitera 90+1’ | Marcatori | 48’ Ietto 90’ Maiorca |

| Arbitro: | Maria Teresa Travascio (Moliterno) |

|                      |           |                             |
| Carrarini 63’ (rig.) | Marcatori | 48’ Visentin 90+1’ Proietti |

| Arbitro: | Valerio Vogliacco (Bari) |

|                                                                                  |           |  |
| Visentin 6’ Proietti 24’ Pittaccio 71’, 90’ Capparelli 75’ Morra 82’ Pedullà 85’ | Marcatori |  |

| Arbitro: | Marco Russo (Torre Annunziata) |

|  |           |                   |
|  | Marcatori | 48’, 62’ Proietti |

| Arbitro: | Valerio Pezzopane (L'Aquila) |

|                                                 |           |  |
| Spallucci 47’ (aut.) Pittaccio 66’ Vukčević 75’ | Marcatori |  |

| Arbitro: | Stefania Menicucci (Lanciano) |

|  |           |                                                                       |
|  | Marcatori | 20’, 42’ (rig.) Proietti 34’ Visentin 80’ (rig.) Monaco 90’ Castiello |

| Arbitro: | Vincenzo Andreano (Foggia) |

|                                |           |              |
| Proietti 7’, 33’ Pittaccio 67’ | Marcatori | 90’ Esposito |

| Arbitro: | Stefania Menicucci (Lanciano) |

|  |           |                                                               |
|  | Marcatori | 1’ Visentin 12’, 44’ Privitera 65’, 83’ Vukčević 74’ Proietti |

| Arbitro: | Silvia Gasperotti (Rovereto) |

|                                                                                  |           |             |
| Capparelli 11’ Privitera 21’, 26’, 86’ De Vecchis 44’ Lorè 47’ Proietti 59’, 70’ | Marcatori | 29’ D'Amico |

| Arbitro: | Domenico Castellone (Napoli) |

|                                         |           |              |
| Manno 16’ Quazzico 49’ Strisciuglio 95’ | Marcatori | 54’ Proietti |

#### Play-off
| Arbitro: | Valerio Crezzini (Siena) |

|                                                  |                      |                                                 |
| Pittaccio 107’                                   | Marcatori            | 104’ Ceci                                       |
| Pittaccio Morra Lorè Cortelli Proietti Castiello | Tiri di rigore 5 – 6 | Ceci Manno Rogazione Parascandolo Piro Cangiano |

### Coppa Italia
| Arbitro: | Luca Granata (Viterbo) |

|                                             |           |  |
| Lucci 12’ Pittaccio 28’, 72’ De Vecchis 53’ | Marcatori |  |

| Arbitro: | Stefania Menicucci (Lanciano) |

|                  |           |                        |
| Rizzato 23’, 44’ | Marcatori | 51’ Lucci 64’ Proietti |

| Arbitro: | Harley De Martino (Napoli) |

|                          |           |                                                                       |
| Vukčević 58’, 65’ (rig.) | Marcatori | 12’ Stivaletta 18’ Tona 29’ Mariani 61’ Marinelli 69’ Giu. Di Camillo |

## Statistiche

### Statistiche di squadra
| Competizione | Punti | In casa | In casa | In casa | In casa | In casa | In casa | In trasferta | In trasferta | In trasferta | In trasferta | In trasferta | In trasferta | Totale | Totale | Totale | Totale | Totale | Totale | DR  |
| Competizione | Punti | G       | V       | N       | P       | Gf      | Gs      | G            | V            | N            | P            | Gf           | Gs           | G      | V      | N      | P      | Gf     | Gs     | DR  |
| ------------ | ----- | ------- | ------- | ------- | ------- | ------- | ------- | ------------ | ------------ | ------------ | ------------ | ------------ | ------------ | ------ | ------ | ------ | ------ | ------ | ------ | --- |
| Serie B      | 63    | 11      | 11      | 0       | 0       | 51      | 6       | 11           | 10           | 0            | 1            | 32           | 6            | 22     | 21     | 0      | 1      | 83     | 12     | +71 |
| Coppa Italia | -     | 2       | 1       | 0       | 1       | 6       | 5       | 1            | 0            | 1            | 0            | 2            | 2            | 3      | 1      | 1      | 1      | 8      | 7      | +1  |
| Totale       | -     | 13      | 12      | 0       | 1       | 57      | 11      | 12           | 10           | 1            | 1            | 34           | 8            | 25     | 22     | 1      | 2      | 91     | 19     | +72 |

### Andamento in campionato
| Giornata  | 1 | 2 | 3 | 4 | 5 | 6 | 7 | 8 | 9 | 10 | 11 | 12 | 13 | 14 | 15 | 16 | 17 | 18 | 19 | 20 | 21 | 22 |
| --------- | - | - | - | - | - | - | - | - | - | -- | -- | -- | -- | -- | -- | -- | -- | -- | -- | -- | -- | -- |
| Luogo     | C | T | C | T | C | T | C | T | C | T  | C  | T  | C  | T  | C  | T  | C  | T  | C  | T  | C  | T  |
| Risultato | V | V | V | V | V | V | V | V | V | V  | V  | V  | V  | V  | V  | V  | V  | V  | V  | V  | V  | P  |
| Posizione | 1 | 1 | 1 | 1 | 1 | 1 | 1 | 1 | 1 | 1  | 1  | 1  | 1  | 1  | 1  | 1  | 1  | 1  | 1  | 1  | 1  | 1  |

Legenda:

Luogo: C = Casa; T = Trasferta. Risultato: V = Vittoria; N = Pareggio; P = Sconfitta.

### Statistiche delle giocatrici
| Giocatore     | Serie B  | Serie B | Serie B     | Serie B    | Coppa Italia | Coppa Italia | Coppa Italia | Coppa Italia | Totale   | Totale | Totale      | Totale     |
| Giocatore     | Presenze | Reti    | Ammonizioni | Espulsioni | Presenze     | Reti         | Ammonizioni  | Espulsioni   | Presenze | Reti   | Ammonizioni | Espulsioni |
| ------------- | -------- | ------- | ----------- | ---------- | ------------ | ------------ | ------------ | ------------ | -------- | ------ | ----------- | ---------- |
| M. Berarducci | 8        | 0       | 1           | 0          | ?            | ?            | ?            | ?            | 8+       | 0+     | 1+          | 0+         |
| F. Bevilacqua | 1        | 0       | 0           | 0          | ?            | ?            | ?            | ?            | 1+       | 0+     | 0+          | 0+         |
| C. Capitta    | 1        | 0       | 0           | 0          | ?            | ?            | ?            | ?            | 1+       | 0+     | 0+          | 0+         |
| L. Capparelli | 17       | 3       | 0           | 0          | ?            | ?            | ?            | ?            | 17+      | 3+     | 0+          | 0+         |
| N. Carosi     | 13       | 0       | 6           | 1          | ?            | ?            | ?            | ?            | 13+      | 0+     | 6+          | 1+         |
| V. Casaroli   | 14       | -10     | 1           | 0          | ?            | ?            | ?            | ?            | 14+      | -10+   | 1+          | 0+         |
| A. Castiello  | 16       | 2       | 2           | 0          | ?            | ?            | ?            | ?            | 16+      | 2+     | 2+          | 0+         |
| N. Cortelli   | 14       | 1       | 0           | 0          | ?            | ?            | ?            | ?            | 14+      | 1+     | 0+          | 0+         |
| G. De Vecchis | 14       | 1       | 0           | 0          | ?            | 1            | ?            | ?            | 14+      | 2      | 0+          | 0+         |
| A. Ferrazza   | 16       | 0       | 5           | 2          | ?            | ?            | ?            | ?            | 16+      | 0+     | 5+          | 2+         |
| C. Lorè       | 20       | 3       | 5           | 0          | ?            | ?            | ?            | ?            | 20+      | 3+     | 5+          | 0+         |
| S. Lucci      | 9        | 1       | 0           | 0          | ?            | 2            | ?            | ?            | 9+       | 3      | 0+          | 0+         |
| E. Melis      | 8        | -2      | 0           | 0          | ?            | ?            | ?            | ?            | 8+       | -2+    | 0+          | 0+         |
| G. Monaco     | 14       | 1       | 0           | 0          | ?            | ?            | ?            | ?            | 14+      | 1+     | 0+          | 0+         |
| A. Morra      | 21       | 2       | 3           | 0          | ?            | ?            | ?            | ?            | 21+      | 2+     | 3+          | 0+         |
| E. Pecchia    | 2        | 0       | 0           | 0          | ?            | ?            | ?            | ?            | 2+       | 0+     | 0+          | 0+         |
| E. Pedullà    | 14       | 1       | 0           | 0          | ?            | ?            | ?            | ?            | 14+      | 1+     | 0+          | 0+         |
| F. Pittaccio  | 19       | 12      | 3           | 0          | ?            | 1            | ?            | ?            | 19+      | 13     | 3+          | 0+         |
| V. Privitera  | 21       | 9       | 0           | 0          | ?            | ?            | ?            | ?            | 21+      | 9+     | 0+          | 0+         |
| E. Proietti   | 22       | 28      | 3           | 0          | ?            | 1            | ?            | ?            | 22+      | 29     | 3+          | 0+         |
| I. Rossi      | 2        | 0       | 0           | 0          | ?            | ?            | ?            | ?            | 2+       | 0+     | 0+          | 0+         |
| M. Sclavo     | 8        | 2       | 1           | 0          | ?            | ?            | ?            | ?            | 8+       | 2+     | 1+          | 0+         |
| L. Silvioni   | 3        | 0       | 1           | 0          | ?            | ?            | ?            | ?            | 3+       | 0+     | 1+          | 0+         |
| N. Visentin   | 18       | 10      | 3           | 1          | ?            | ?            | ?            | ?            | 18+      | 10+    | 3+          | 1+         |
| M. I. Volpi   | 9        | 0       | 0           | 0          | ?            | ?            | ?            | ?            | 9+       | 0+     | 0+          | 0+         |
| M. Vukčević   | 12       | 6       | 2           | 0          | ?            | 2            | ?            | ?            | 12+      | 8      | 2+          | 0+         |